# Knox City (Misuri)
Knox City es una ciudad ubicada en el condado de Knox en el estado estadounidense de Misuri. En el Censo de 2010 tenía una población de 216 habitantes y una densidad poblacional de 395,25 personas por km².

## Geografía
Knox City se encuentra ubicada en las coordenadas 40°8′39″N 92°0′37″O / 40.14417, -92.01028. Según la Oficina del Censo de los Estados Unidos, Knox City tiene una superficie total de 0.55 km², de la cual 0.55 km² corresponden a tierra firme y (0%) 0 km² es agua.

## Demografía
Según el censo de 2010, había 216 personas residiendo en Knox City. La densidad de población era de 395,25 hab./km². De los 216 habitantes, Knox City estaba compuesto por el 98.15% blancos, el 0% eran afroamericanos, el 0% eran amerindios, el 0% eran asiáticos, el 0% eran isleños del Pacífico, el 0% eran de otras razas y el 1.85% pertenecían a dos o más razas. Del total de la población el 0% eran hispanos o latinos de cualquier raza.